# Tao (Mali)
Pour les articles homonymes, voir Tao (homonymie).
Tao est une commune rurale du Mali de l'arrondissement central de M'Pessoba, dans le cercle de M'Pessoba et la région de Koutiala. Elle a pour chef-lieu la localité de Fonfona.

## Villages
La commune s'étend sur 3 localités relevées lors du recensement général de 2009. 
Les villages les plus peuplés sont :
- Fonfona (3 256 habitants)
- Tionso (1 690 habitants)
- Siguémona (1 001 habitants)

En 2023, la loi 2023-007 attribue à la commune 3 villages, fractions ou quartiers  :
- Fonfona
- Tionso
- Siguémona